# Антоненко-Давидович Борис Дмитрович
Бори́с Антоне́нко-Давидо́вич (справжнє прізвище: Давидов, також Давидів; 23 липня (4 серпня) 1899 , Засулля, Полтавська губернія  — 9 травня 1984 , Київ ) — український письменник, літературний перекладач; член літературної організації Ланка-МАРС; дослідник проблем розвитку й культури української мови.
Жертва сталінського терору. За першою сфабрикованою справою засуджений до страти, яку замінили на 10 років ГУЛАГу, вини не визнав. За наступною справою засуджений на довічне заслання.

## Життєпис

Борис Антоненко-Давидович

Народився 23 липня (4 серпня) 1899 року в селі Засулля, тепер Сумська область у родині спадкового почесного громадянина. Батька, Дмитра Олександровича Давидова, залізничника, перевели до Брянська, там і пройшло раннє дитинство Бориса. Але Ромни відвідував щороку:
|  | Тільки два міста (Ромни і Недригайлів) були мені відомі поза Брянськом. Там жили мої баби, і щороку вліті я їздив туди з матір'ю, а то часом і з батьком. Мабуть, тому, що приїздили в розповні літа, коли цвіла і зеленіла пишна українська природа, приїздили в гості, мені здавалося, що в тих краях ніколи не буває холодної брянської зими, а лиш завжди літо і свято, коли всі раді. Всі тішаться. У Недригайлові, де жила в дядька Євлантія моя баба по батькові, і роменське Засулля, де була маленька хата під стріхою моєї баби по матері, видавалися мені в Брянську чимось таким, що могли вкластись у поняття хіба що тільки чарівного, але „втраченого раю“, як сказав би я згодом. Дитинство провів у Росії. У 15-річному віці втратив батька. У роменської лагідної бабусі в хаті мирно вистукують час дивовижні старі дзигарі з зозулею, пахне м'ятою і любистком, а ввечері десь у запічку затишно цвіркає без угаву цвіркун. Коло хати садок з сливками та грушками, якими бабуся частує мене, два вулики з клопіткими, як і сама бабуся, бджілками… У кімнаті на стіні обабіч дзигарів із зозулею висіли маленькі портрети Шевченка в кожусі та шапці й лейтенанта Шмідта, розстріляного за повстання на Чорноморському флоті. Це було вже не бабиних рук діло, а її синів, моїх дядьків, Василя і Петра…» |

Закінчив Охтирську гімназію (1917 р.); навчався на фізико-математичному факультеті Харківського університету, історико-філологічному факультеті Київського університету, які не закінчив у зв'язку зі зміною суспільного ладу й погіршенням матеріального стану.

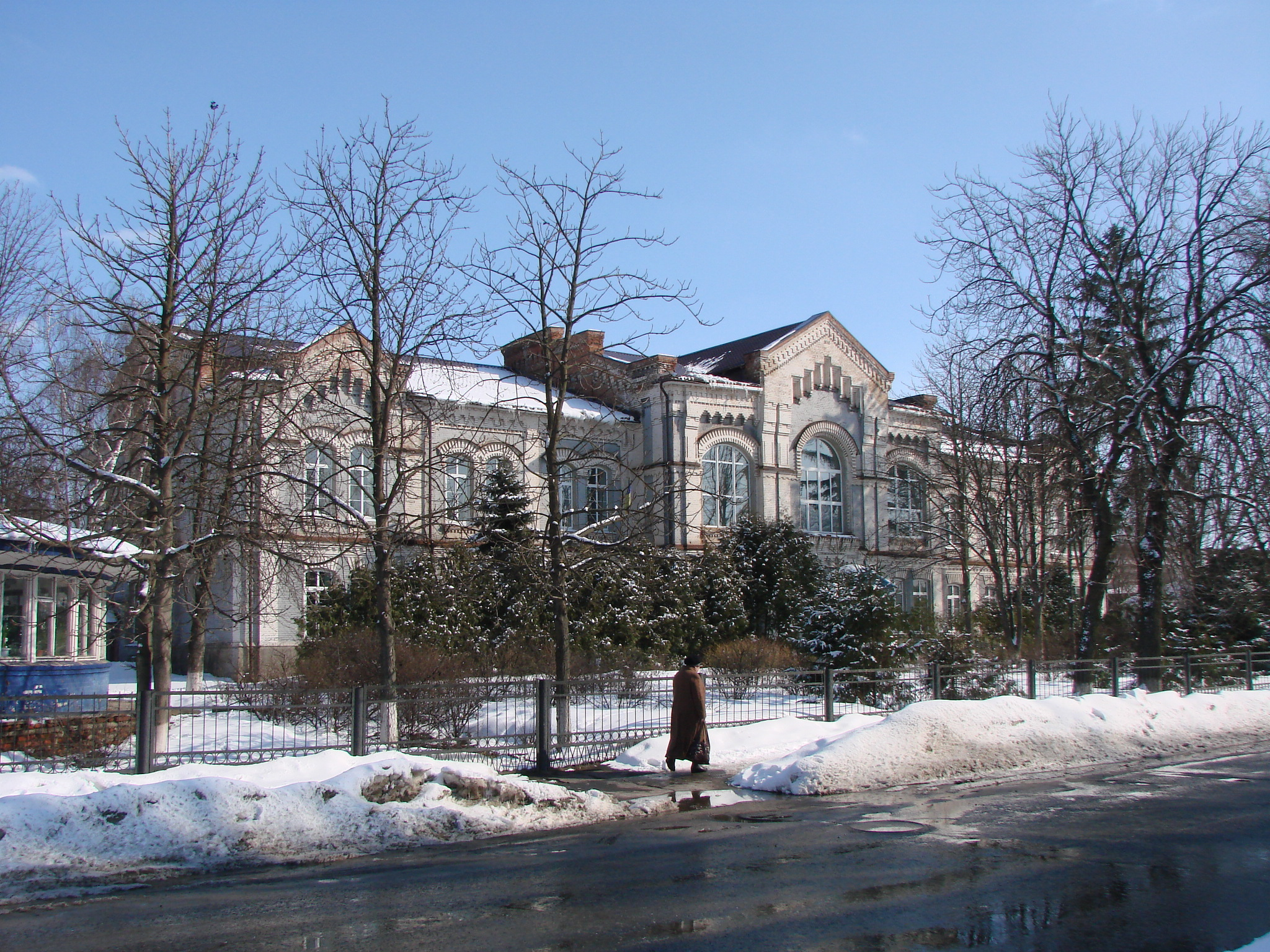
Гімназія в Охтирці, де Антоненко-Давидович навчався

Брав участь у визвольних змаганнях 1917–1920-х роках: служив у лавах Запорізького корпусу 1918 року та Армії Директорії 1919 року. Обіймав посаду коменданта Мелітополя (1918 р.). Очолював відділ освіти Охтирського району (1920-ті роки).
Був членом Української комуністичної партії, секретарем її Київського губкому. Після її ліквідації до жодної сили не належав. Працював у відділі культури редакції газети «Пролетарська правда», згодом був відповідальним секретарем журналу «Глобус». Брав участь у літературній дискусії 1925—1928 років.
У 1933 році здійснив подорож на велосипеді з Києва до Полтави через Батурин, Глухів, Гадяч, Охтирку й Диканьку разом з Підмогильним, Іваном Багряним, Борисом Тенетою.

## Репресії
Арешти 1933 року та самогубства Миколи Хвильового та Миколи Скрипника змушують Антоненка-Давидовича виїхати до Казахстану, де він працює при державному видавництві над антологіями казахської літератури українською мовою й української літератури казахською. Роботу не було завершено.
5 січня 1935 року арештований. За сфабрикованою справою засуджений до смерті. Покарання відбував у концтаборах Баклагу, де був землекопом, шахтарем, слюсарем, бухгалтером, фельдшером. Працювали по 10 годин, дві години витрачали на шлях до виснажливої роботи; у жахливих умовах дзьобав граніт і скелі, кайлував мерзлу землю, прокладаючи залізницю. Ув'язнення відбував у СИБЛАГу, БАМЛАГу (Урульга), під час війни перебував у СІЗО Букачачлагу, однак справу його переглянули і відправили на шахту Букачачинського табору. Працював землекопом і шахтарем, що суттєво підірвало здоров'я. Лише переведення на легшу роботу — рахівника, бухгалтера, а згодом — санітара і фельдшера — зберегло письменнику життя. Відбувши термін, повернувся в Україну, однак 1946 року був знову арештований і без суду позбавлений волі. Згодом був засуджений на довічне заслання у село Малоросєйка Больше-Муртанського району Красноярського краю.

## Творчість
Писати Борис Антоненко-Давидович почав ще в гімназійні роки. Перші публікації — 1923 року (оповідання «Останні два» і драма «Лицарі абсурду»).
Його творчий шлях поділяють на два періоди: перший — від 1923 до 1933 року, другий — від 1957 до 1984 року. Перший період становить 14 книжок, окремі нариси, рецензії, замітки. Найважливіші твори: «Запорошені силуети» (1925), «Тук-тук» (1926), «Синя волошка» (1927), «Смерть» (1928), «Справжній чоловік» (1929), «Печатка» (1930), «Землею українською» (1930). Лишились незавершеними романи «Січ-мати» і «Борг», доля останнього невідома.

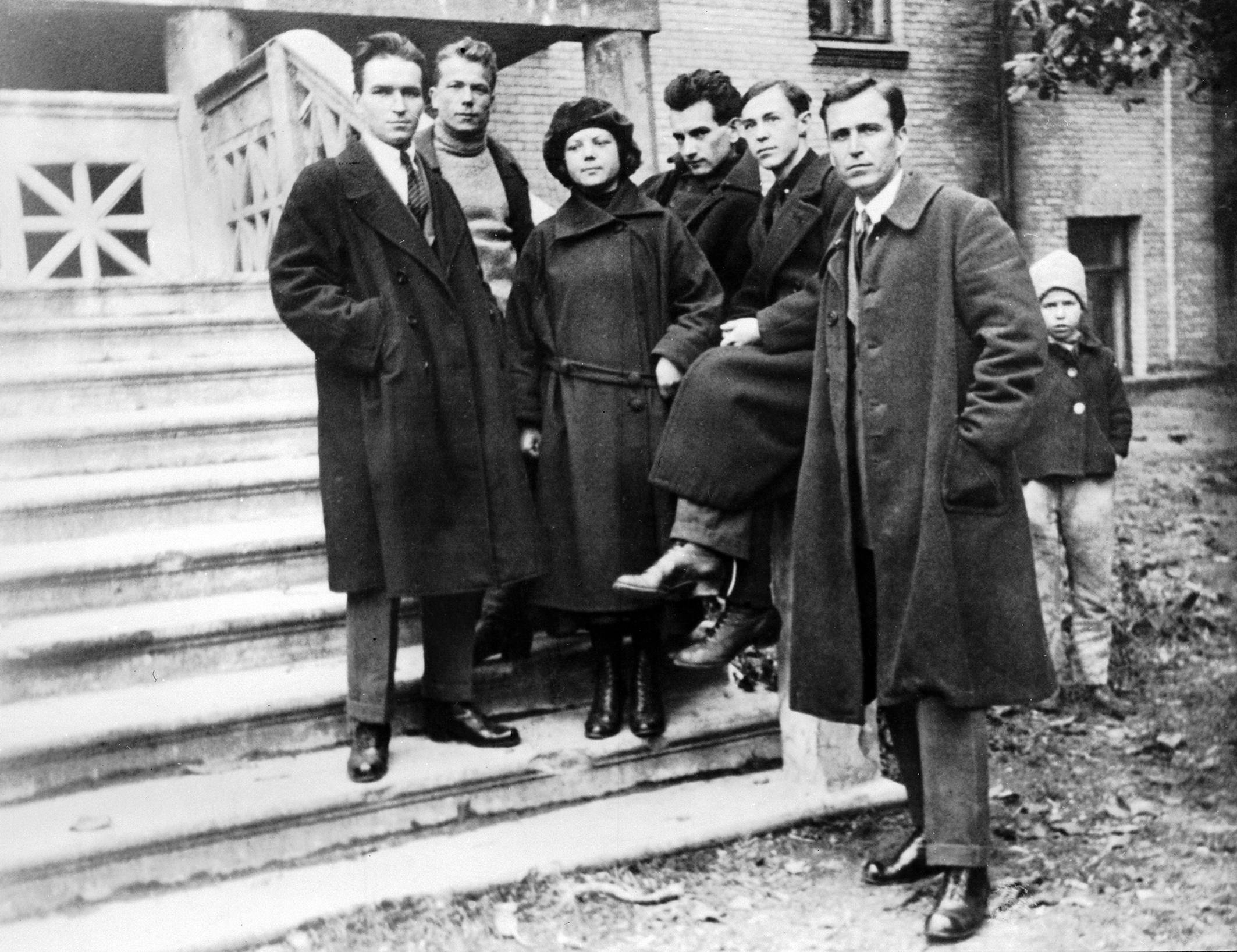
Члени літературного об'єднання «Ланка». Зліва направо: Борис Антоненко-Давидович, Григорій Косинка, Марія Галич, Євген Плужник, Валер'ян Підмогильний, Тодось Осьмачка. 1925 рік.

1957 року повернувся до Києва. Реабілітований, відновлений у членах Спілки письменників. Працює редактором у журналі. Видає збірки репортажів «Збруч» (1959) та «В сім'ї вольній, новій» (1960). 1961 року в журнальному варіанті з'являється роман «За ширмою». Окрім цих творів, до другого періоду творчості належать «Золотий кораблик», «Образа», «Так воно показує», «Слово матері», «Вибрані твори» (1967) з передмовою критика Леоніда Бойка.
Видав мово- й літературознавчі праці: збірки статей «Про що і як» (1962), «В літературі й коло літератури» (1964), літературно-критичні й теоретичні нариси «Здалека й зблизька» (1969), роздуми над культурою української мови «Як ми говоримо» (1970). Залишив спогади про С. Васильченка, Є. Плужника, Б. Тенету, М. Рильського, В. Сосюру, процес СВУ.
В 1961, 1964, 1970 роках в видавництві художньої літератури «Дніпро» надруковано «Живі та мертві» — першу книгу однойменної трилогії К. Симонова, перекладену Антоненком-Давидовичем з російської на українську. Наступні дві книги трилогії, видані в 1970-х перекладали вже інші.
В 1966 році вийшов друком перекладений Антоненком-Давидовичем українською мовою з російської роман Г. Ф. Квітки-Основ'яненка «Пан Халявський».
У 1960–1970-х підтримує зв'язки з творчою молоддю, що склали дисидентські кола. У зв'язку з відмовою свідчити на суді над В. Морозом, зазнає тиску: його перестають друкувати (тобто позбавляють можливості заробітку), обшукують і вилучають папери та друкарську машинку, цькують у пресі.

Меморіальна дошка Борису Антоненку-Давидовичу на вулиці Б. Хмельницького у Києві. Автор Довгань Б. С.

З листа Б. Антоненка-Давидовича до Д. Нитченка від 6 січня 1971:
| Офіційно мене не покарано за відмову давати свідчення на суді, як того можна було сподіватись, але неофіційні санкції вже почались: знято в журналі «Україна» вже ухвалену до друку мою повість «Завищені оцінки», не друкуються в «Літературній Україні» мої дальші мовні нотатки «Ваговиті дрібниці» й, нарешті, не буде видано додаткового тиражу «Як ми говоримо». Отож навряд чи зможу я наступного 1971 року «порадувати читачів новими творами», як Ви того мені бажаєте… Взагалі, в літературі тепер настанова — писати «виробничі» та «колгоспні» романи, до чого я аж ніяк не мастак. Ну, що ж — доведеться писати «для вічности», відкладаючи написане в папку «Як умру, то прочитайте»… |

Серед творів написаних «у стіл»: «Сибірські новели», оповідання «Спокуса», «Гроза», «Так воно показує», «Чистка». У цей час за кордоном (у Болгарії, Польщі, Англії, Канаді, США, Австралії) активно рецензують, перекладають і перевидають деякі твори письменника: книжка «Як ми говоримо» отримала схвальну оцінку в російському журналі «Вопросы литературы» та в журналі Польської Академії наук «Slavia orientalis» (1972 рік); Станіслав Рихліцький переклав польською мовою роман «За ширмою» («Za parawanem», 1974), цей роман перевидала в Австралії філія ОУП «Слово» та було підготовлено його переклад англійською мовою. 

Надгробок на Лісовому кладовищі в Києві

## Характеристика творчості
Початковий етап творчості позначений боротьбою ліричного («Синя Волошка»), комічного («Просвітяни») та драматичного («Пиріжки, пиріжки») настроїв. Пізніші твори першого періоду творчості написані у неореалістичному стилі («Тук-тук, «Печатка»). Збірка «Паротяг ч.273» — зразок соцреалізму, до якого письменник вимушений був звернутися через політичний та економічний тиск. Серед творів післяреабілітаційного періоду — дитячі оповідання «Як воно починалося», класично реалістичні твори «За ширмою», «Образа», «Спокуса», «Завищені оцінки», а також твори, де художню засаду тісно поєднано з документальною: «Сибірські новели».
Індивідуальний стиль Б. Антоненка-Давидовича — ясний і точний. Як зазначив Л. Бойко: «Автор свідомо уникає незвичних порівнянь чи ефективних велемовних фраз, щоб мимоволі не одвертати читацької уваги від суті оповіді… Вся увага митця зосереджена на тому, як би найощадливіше, а воднораз якомога точніше, повніше й виразніше донести до читацького серця та розуму головну думку, провідну ідею; полонити нашу увагу предметом своєї розповіді».

### Мовознавець
Борис Антоненко-Давидович, відомий борець за культуру української мови, висміював вислів, який було написано в багатьох трамваях і тролейбусах у Києві «Двері відчиняються водієм». То Борис Дмитрович написав у «Літературній Україні» статтю «Доки відчинятимемо двері водієм?». Він пропонував цілком правильний варіант: «Двері відчиняє водій».

## Родина
- Перша дружина — Віра Баглій, лікарка, репресована.
  - Син Лев; помер у Києві під час Другої світової війни через сепсис.

Наталя Карпенко, друга дружина Бориса Антоненка-Давидовича

- Друга дружина — Наталя Карпенко (? — 1967), акторка.
  - Донька — Ярина Голуб, російський філолог.
- Третя дружина — Ганна Антонівна Шемердяк (1927—1982), походила зі Старого Самбора, репресована; мала доньку Ярину (Ярина Тимошенко).
  - Син Євген (1954—1986).

## Пам'ять
Борис Антоненко-Давидович виведений героєм у романі Докії Гуменної «Діти Чумацького Шляху» під ім'ям Головач. В оповіданні «Чистка» фігурують В. Підмогильний та Є. Плужник. В оповіданні «Щастя» частково відбилися автобіографічні моменти стосунків із Вірою Баглій.
Похований на Лісовому кладовищі в Києві.
Іменем Антоненка-Давидовича названо вулиці в Києві, Коломиї, Хмельницькому, в житловому масиві Сихів у Львові .
Постановою Кабінету Міністрів від 27 березня 2000 року Роменська міська центральна бібліотека для дорослих отримала ім'я Бориса Антоненка-Давидовича.

## Твори

### Коротка проза
- «Останні два», оповідання, надруковано в журналі «Нова громада», Київ, 1923, ч. 3-4.
- «Запорошені силуети» (збірка оповідань) (1925)
- «Паротяг ч.273 (збірка оповідань)» (1933)  [Архівовано 22 вересня 2020 у Wayback Machine.].
- «Сибірські новели» (1989).

### Повісті та романи
- « Тук-тук» (повість), (1925).  [Архівовано 18 листопада 2017 у Wayback Machine.]
- «Синя волошка» (повість), (1927).
- «Смерть» (повість), (1928).
- «Печатка» (повість), (1930).  [Архівовано 17 листопада 2017 у Wayback Machine.]
- «За ширмою» (роман), (1963).
- «Завищені оцінки» (1970).
- «Січ-Мати» (роман), (1997)[17].

### Публіцистика
- «Як ми говоримо» (1970).
- «В літературі й коло літератури» (1964).
- «Здалека і зблизька: Літературні силуети й критичні нариси» (1969).

### Твори для дітей
- «Слово матері» (збірка оповідань), (1960).
- «Як воно починалось» (збірка оповідань), (1969).

### Репортажистика
- «Моя поездка на Кавказ» (1916).
- «Землею українською: літературний репортаж» (1930)  [Архівовано 19 вересня 2020 у Wayback Machine.].

### Драматургія
- «Лицарі абсурду» (1923).

### Окремі твори
- «Крижані мережки»  [Архівовано 4 лютого 2019 у Wayback Machine.] (1930).
- «Про самого себе (автобіографія)» (1967).
- «Крила Артема Летючого».

### Видання творів
- Землею українською [Архівовано 16 серпня 2021 у Wayback Machine.]. Краків: Українське Видавництво, 1942. 164 с.
- Золотий кораблик: зб. оповідань / мал. М. Прокопенка, обкл. А. Тетьори / — К. : Дитвидав УРСР, 1960—107 с., іл.
- Борис Антоненко Давидович (1991). Твори у двох томах (українська) . Київ: Дніпро. ISBN 5-308-00989-9. {{cite book}}: Cite має пусті невідомі параметри: |пубрік=, |лінк=, |авторлінк=, |пубдата=, |главалінк= та |глава= (довідка)

- Борис Антоненко Давидович; Леонід Бойко (упорядник) (1998). Знаний і незнаний Борис Антоненко Давидович. Нащадки прадідів (українська) . Київ: КМ Academia. ISBN 966-518-100-9. {{cite book}}: Cite має пусті невідомі параметри: |пубрік=, |лінк=, |авторлінк=, |пубдата=, |главалінк= та |глава= (довідка)

- Борис Антоненко Давидович (1999). На шляхах і роздоріжжях (українська) . Київ: Смолоскип. ISBN 966-7332-08-X. {{cite book}}: Cite має пусті невідомі параметри: |пубрік=, |лінк=, |авторлінк=, |пубдата=, |главалінк= та |глава= (довідка)

- Смерть. Сибірські новели. (Харків: Фоліо, 2012) ISBN 978-966-03-4954-4

- Смерть. Сибірські новели. Завищені оцінки. — К., Радянський письменник, 1989. — 557 с.  [Архівовано 6 липня 2020 у Wayback Machine.]
- Сибірські новели. Тюремні вірші. — Смолоскип, 1990. — 310 с.  [Архівовано 26 лютого 2021 у Wayback Machine.]
- На шляхах і роздоріжжях: спогади, невідомі твори. — К., Смолоскип, 1999. — 287 с.  [Архівовано 7 липня 2020 у Wayback Machine.]

### Документальний фільм
- Борис Антоненко-Давидович — Цикл «Гриф секретності знято» / 1 Серія / Режисер Ірина Шатохіна // 2008
- Борис Антоненко-Давидович — Цикл «Гриф секретності знято» / 2 Серія / Режисер Ірина Шатохіна // 2008